# Titus kegyelme
A Titus kegyelme (La Clemenza di Tito) KV. 621. Wolfgang Amadeus Mozart opera seriája. Szövegkönyvét Metastasio közismert műve alapján Caterino Mazzolà írta. Mozart a művet II. Lipót császár cseh királlyá koronázására készítette, bemutatója 1791. szeptember 6-án volt Prágában.

## Keletkezése
Mozart 1791 júliusában megrendelést kapott Domenico Guardasonitól, egy Prágában élő impresszáriótól, hogy írjon egy opera seriát II. Lipót koronázására. Mivel a koronázást szeptember 6-ára tervezték (és Guardasoni sem siette el a megrendelést), Mozartnak viszonylag kevés ideje maradt a mű megírására, ám már csak anyagi okokból is – ezúttal dupla tiszteletdíjat kapott – elfogadta a megbízást. A szűk időkorlát magyarázza a szövegkönyv-választást: Metastasio közel 50 éves, jól bevált művét majdnem negyven zeneszerző felhasználta Mozart előtt. A librettót Caterino Mazzolà dolgozta át „igazi operává”. Állítólag a zenét Mozart 18 nap alatt komponálta, a recitativo seccókat – feltételezések szerint – az időhiány miatt Franz Xaver Süßmayr, Mozart tanítványa, munkatársa komponálta.

## Fogadtatása, utóélete
Az opera fogadtatása vegyes volt: Mária Ludovika császárné nemes egyszerűséggel „német disznóságnak” nevezte: „A nagy opera nem volt valami nagy dolog, a zenéje olyan rossz, hogy csaknem valamennyien elaludtunk rajta” – írta egy levelében. Egy másik néző szerint is „nagyon unalmas” darabot láthattak. Ekkortól eredeztethető a vélekedés, hogy a művön meglátszik a sietség és a fáradtság.
Ugyanakkor a kezdeti lanyha érdeklődést komolyabb elismerés követte: az utolsó prágai előadás már óriási siker volt. „A legérdekesebb, hogy azon az estén játszották a Titust Prágában utoljára rendkívüli sikerrel. (…) Stadler (…) a földszintről, sőt a zenekarból is brávókat kapott” – írja Mozart 1791. szeptember 7-én. Ez a siker jellemezte az opera első évtizedeit, befogadását segíthette, hogy az egyetlen Mozart nagyoperái közül, amelyik egyértelműen besorolható egy műfaj (opera seria) keretei közé. A 19. század elején a legtöbbet játszott Mozart-opera volt: előadták – többek között – Londonban (1806), Nápolyban (1808), Párizsban (1816), Milánóban és Szentpétervárott (1817).
Később mégis az elutasító értékelés győzedelmeskedett: egészen az 1960-as évekig az operát nem tartották Mozart legnagyobb alkotásai között számon. Hermann Abert szerint Mozartot a „feladat kevéssé vonzotta, mindazonáltal az érett művész ízlésével és magabiztos stílusával oldotta meg”. Alfred Einstein szerint a szereplők puszta fogalmakat személyesítenek meg, az opera seria már amúgy is egy haldokló műfaj volt a keletkezés idején.
Jellemző, hogy Fodor Géza, a Mozart-opera világképéről szóló átfogó könyvében említést sem tesz a műről, csak a 2002-es előszóban említi, hogy ma már „a mozarti opera-kánon nem korlátozódik az egykor »mesteroperáknak« nevezett öt műre (Szöktetés a szerájból, Figaro házassága, Don Giovanni, Così fan tutte, A varázsfuvola), hanem hasonló súllyal helyet kapott benne az Idomeneo és a Titus kegyelme is.” Stanley Sadie 1980-ban megjelent monográfiájában már azt írja, hogy „a Titus kegyelme a korábbi operákhoz képest nem kevesebb míves mesterséggel csiszolt.” Szintén a mű iránti növekvő érdeklődés jele, hogy az első teljes, a művet átfogóan tárgyaló monográfia John A. Rice tollából 1991-ben jelent meg. Ezt az átértékelést tükrözi a felvételek és az előadások növekvő száma: ma már a legkiválóbb előadókkal hallgatható meg a mű.

## Szereplők
| Szereplő (olaszul) | Szereplő (latinul) | Hangfaj      |
| ------------------ | ------------------ | ------------ |
| Tito               | Titus              | tenor        |
| Vitellia           | Vitellia           | szoprán      |
| Servilia           | Servilia           | szoprán      |
| Sesto              | Sextus             | mezzoszoprán |
| Annio              | Annius             | mezzoszoprán |
| Publio             | Publius            | basszus      |

## Cselekmény

### Első felvonás
Vitellia, (Vitellius, a volt császár lánya) bosszúból lázadást tervez Titus, római császár ellen. Amikor megtudja, hogy Titus a júdeai Berenicét akarja feleségül venni, ráveszi a császár barátját, Sextust, aki őbelé szerelmes, hogy álljon az összeesküvés élére. Ám közben Titus megváltoztatja döntését, és egy római lányt óhajt császárnénak. Először Serviliát választja, aki viszont Anniusba szerelmes, és amikor Titus ezt megtudja, nem óhajt a pár boldogságának útjába állni. Végül Vitellia mellett dönt. Addigra azonban Sextus, Vitellia parancsára – aki feldühödött, hogy Titus Serviliát akarta választani – kirobbantja a lázadást. Amikor Vitellia megtudja, hogy Titus őt választotta, a Capitolium már lángol, és a császár halálhírét hozzák: a felvonás a gyász hangjaival végződik.

### Második felvonás
Annius elárulja Sextusnak, hogy Titus császár él, Sextus biztosan összetévesztette valakivel. Sextus meg akarja vallani a császárnak a bűnét, de Vitellia inkább szökésre készteti, mert nem akarja, hogy vétkessége kiderüljön. Az összeesküvést leverik, Publius letartóztatja Sextust. A szenátus halálra ítéli Sextust, a császárnak alá kell írnia a halálos ítéletet. A császár megkegyelmezne Sextusnak, de ő hallgat, mert nem akarja szerelmét bajba sodorni. Ám Titus hosszú belső vívódás után úgy dönt, hogy a világ inkább vádolja azzal, hogy túlzott könyörületességet mutatott, mintsem hogy bosszúállónak tartsák. Már a kivégzésre készülnek, amikor Vitellia megtörik, és bevallja, ő volt a felbujtó. Titus őrajta sem akar bosszút állni, és mindkettőjüknek megbocsát. Az opera Titus nagylelkűségének dicséretével zárul.

## Híres részletek
- „Ah, perdona al primo affetto” − Annius (Annio) és Servilia (első felvonás)
- „Ah se fosse” − Titus (Tito) (első felvonás)
- „Deh se piacer” − Vitellia (első felvonás)
- „Del più sublime soglio” − Titus (Tito) (első felvonás)
- „Parto, parto” − Sextus (Sesto) (első felvonás)
- „Deh per questo istante” − Sextus (Sesto) (második felvonás)
- „Non più di fiori” − Vitellia (második felvonás)
- „Se all’impero” − Titus (Tito) (második felvonás)

## Diszko- és videográfia

### CD-n
- Kertész István (karmester) Werner Krenn (Tito) Maria Casula (Vitellia) Teresa Berganza (Sesto) Brigitte Fassbaender (Annio) Lucia Popp (Servilia) Tugomir Franc (Publio) Bécsi Állami Opera és Kórus, Decca, 1967
- Colin Davis (karmester) Stuart Burrows (Tito) Janet Baker (Vitellia) Yvonne Minton (Sesto) Frederica von Stade (Annio) Lucia Popp (Servilia) Robert Lloyd (Publio) A Királyi Operaház Zenekara és Kórusa, a Covent Garden Kórusa, Philips, 1977
- Karl Böhm (karmester) Peter Schreier (Tito) Várady Júlia (Vitellia) Teresa Berganza (Sesto) Marga Schiml (Annio) Edith Mathis (Servilia) Theo Adam (Publio) Drezdai Állami Zenekar és a Lipcsei Rádió Kórusa, Deutsche Grammophon, 1979
- Riccardo Muti (karmester) Gösta Winbergh (Tito), Carol Vaness (Vitellia), Delores Ziegler (Sesto), Martha Senn (Annio), Christine Barbaux (Servilia), Polgár László (Publio), Bécsi Filharmonikus Zenekar, a Bécsi Állami Opera Kórusa, EMI, 1995
- John Eliot Gardiner (karmester) Anthony Rolfe Johnson (Tito), Várady Júlia (Vitellia), Anne Sofie von Otter (Sesto), Catherine Robbin (Annio), Sylvia McNair (Servilia), Cornelius Hauptmann (Publio), Angol Barokk Szólisták, Monteverdi Kórus, Deutsche Grammophon, 1990
- Christopher Hogwood (karmester) Uwe Heilmann (Tito), Della Jones (Vitellia), Cecilia Bartoli (Sesto), Diana Montague (Annio), Barbara Bonney (Servilia), Gilles Cachemaille (Publio), Academy of Ancient Music Orchestra and Chorus, Decca, 1992
- Nikolaus Harnoncourt (karmester) Philip Langridge (Tito), Lucia Popp (Vitellia), Ann Murray (Sesto), Delores Ziegler (Annio), Ruth Ziesak (Servilia), Polgár László (Publio), Zürichi Operaház Zenekara és Kórusa, Warner/Teldec, 1993
- Jed Wentz (karmester), André Post (Tito), Claudia Patacca (Vitellia), Francine van der Heyden (Servilia), Cécile van de Sant (Sesto), Nicola Wemyss (Annio), Marc Pantus (Publio), Cocu énekegyüttes, Musica ad Rhenum, Brilliant Classics, 2002, 99736/1–2
- Charles Mackerras (karmester) Rainer Trost (Tito), Hillevi Martinpelto (Vitellia), Magdalena Kožená (Sesto), Christine Rice (Annio), Lisa Milne (Servilia), John Relyea (Publio), Skót Kamarazenekar, Skót Barokk Kórus, Deutsche Grammophon, 2005

### DVD-n
- Jean-Pierre Ponelle klasszikus rendezésében a főbb szerepeket Eric Tappy (Tito), Tatiana Troyanos (Sesto), Carol Neblett (Vitellia), Anne Howells (Annio) játssza, vezényel James Levine.
- A salzburgi Martin Kusej-féle rendezést rögzítő DVD-n Nikolaus Harnoncourt vezényel, Dorothea Röschmann (Vitellia), Michael Schade (Tito), Barbara Bonney (Servilia), Elina Garanca (Annio), Vesselina Kasarova (Sesto) játsszák a főbb szerepeket.
- A Zürichi Opera 2005. június 24. és 27-i előadásának rögzített változata, kiadta az EMI 2006-ban. Karmester: Franz Welser-Möst, szereplők: Jonas Kaufmann (Tito), Eva Mei (Vitellia), Vesselina Kasarova (Sesto), Malin Hartelius (Servilia), Liliana Nikiteanu (Annio), Günther Groissböck (Publio).